# Морова, Антонина Петровна
Антонина Петровна Морова (Антані́на Пятроўна Морава) — белорусский политический деятель и учёный, министр труда и социальной защиты (2001—2006).

## Биография
Родилась 27 июля 1950 года в селе Гречаное Котовского района Сталинградской области.

### Научная деятельность
В 1971 году окончила Белорусский государственный институт народного хозяйства имени В. В. Куйбышева (диплом с отличием); в 1975 году защитила кандидатскую диссертацию и окончила аспирантуру Института экономики Академии наук БССР.
Научную карьеру строила преимущественно в Институте экономики Академии наук БССР:
с 1974 по 1980 год — младший научный сотрудник;
с 1980 по 1984 год — старший научный сотрудник;
с 1989 года — заведующая сектором;
с 1992 года — заведующая отделом экономических закономерностей.
Вместе с тем с 1981 года также являлась заведующей сектором в НИИ научно-технической информации и технико-экономических исследований Госплана Белорусской ССР.
В 1992 году окончила Институт повышения квалификации информационных работников ГКНТ СССР по специальности «Аналитика, статистическая обработка источников информации и подготовка информационных изданий».
В 1993 году окончила Институт экономического развития Всемирного банка по специальности «Макроэкономика».
В 2002 году защитила докторскую диссертацию.

### Государственная деятельность
С 1994 года на государственной службе:
- 1994—1995 — заместитель руководителя группы советников премьер-министра Республики Беларусь;
- 1995—1997 — советник-консультант Аналитического центра Администрации Президента Республики Беларусь;
- 1997—2001 — начальник Главного управления экономической политики Администрации Президента Республики Беларусь[2];
- С сентября 2001 по май 2006 — Министр труда и социальной защиты Республики Беларусь[1][2][6];
- В 2008 году была избрана членом Совета Республики Национального собрания Республики Беларусь от города Минск[8]; стала председателем постоянной комиссии по образованию, науке, культуре и социальному развитию[2][9];
- С 2013 года — сопредседатель, с 2018 года — заместитель председателя, с 2021 года — советник по общественно-научным вопросам председателя Белорусского союза женщин[2][6][10].

В разное время занимала должности:
- Заместитель председателя Национальной комиссии по правам ребёнка;
- Заместитель председателя Национального совета по гендерной политике при Совете Министров Республики Беларусь;
- Заведующая секцией по социальным вопросам экспертного совета по проектам государственных программ, образованного Советом Министров Республики Беларусь;
- Член межведомственной комиссии по вопросам информатизации Республики Беларусь;
- Заместитель председателя Комиссии Парламентского Собрания Союза Беларуси и России по социальной политике, науке, культуре и гуманитарным вопросам[9][11];
- Член Постоянной комиссии Межпарламентской Ассамблеи государств-участников СНГ по социальной политике и правам человека;
- Руководитель делегации Национального собрания Республики Беларусь в парламентской структуре Центральноевропейской инициативы, член делегации Национального собрания Республики Беларусь в Парламентской ассамблее Организации по безопасности и сотрудничеству в Европе.

### Бизнес и предпринимательство
После ухода с министерской должности с 2006 по 2013 годы работала заместителем начальника секретариата Председателя Правления акционерного сберегательного банка «Беларусбанк», с 2008 года — заместителем директора и директором Института государственной службы Академии управления при Президенте Республики Беларусь.

## Награды и звания
Имеет награды и звания:
Орден Франциска Скорины;
Медаль «За трудовые заслуги»;
Нагрудный знак Высшей аттестационной комиссии «За заслугі»;
Профессор Академии управления при Президенте Республики Беларусь;
Член Президиума ВАК (2014—2022).
Юбилейная медаль «МПА СНГ. 25 лет» (13 октября 2017 года) — за заслуги в деле развития и укрепления парламентаризма, за вклад в развитие и совершенствование правовых основ функционирования Содружества Независимых Государств, укрепление международных связей и межпарламентского сотрудничества

## Публикации
Автор более 150 научных и учебно-методических работ, в том числе:
- Кандидатская диссертация по теме «Экономическая сущность цен и объективно обусловленных оценок в свете трудовой теории стоимости»[14];
- Докторская диссертация «Методология перехода к рыночной модели социальной политики в Республике Беларусь»[15];
- Характер, структура и факторы формирования экономических отношений / Под ред. А.П. Моровой. – Минск: Наука и техника. 1992. – 191 с.[16];
- Социальная политика в сфере трудовых отношений / А. П. Морова. — Мн.: ИСПЦ, 2000. — 176 с.;
- Организация заработной платы. Опыт, проблемы, рекомендации / Л. Ф. Алексеенко, А. Н. Заикин, В. Г. Локтев, В. И. Матусевич, А. П. Морова, С. В. Шевченко, Л. Ф. Яновская; кол. авт. Министерство труда и социальной защиты Республики Беларусь, Научно-исследовательский институт труда; под ред. В. И. Матусевич. — Минск: НИИ труда, 2002. — 399 с.[17];
- Рыночная модель социальной политики в Республике Беларусь: проблемы и направления перехода / А.П. Морова // Проблемы управления. − 2002. − № 3. − С. 2–10.;
- Социальная политика государства/ Макроэкономика: Учебное пособие / А.В. Бондарь, В.А. Воробьев, Л.Н. Новикова [и др. ]. – Мн.: БГЭУ, 2007. – С.275–304.;
- Мировая экономика: итоги 2006 года и перспективы развития / А.П. Морова, С.Г. Голубев // Проблемы управления: Научно–практический журнал. − 2007. − № 2. − С. 106–119.[18];
- Модель социальной политики в Республике Беларусь: генезис и законодательное обеспечение / А.П. Морова // Социология: научно–теоретический журнал / Белорусский государственный университет. – 2012. − № 1. − С. 64–76.

## Семья
Замужем, трое детей.